# Vagn Korsgaard
Vagn Korsgaard (8. september 1921 - 31. maj 2012) var civilingeniør på DTU, og grundlægger af HygroWick firmaet. Han var opfinder, og et af sine mest notable værker har været Danmarks første Nul-Energi hus.
Vagn blev gift med Inger Rydgaard, som han fik to børn med, Svend Korsgaard og Ellen Korsgaard.